# Syndipnus delicatus
Syndipnus delicatus är en stekelart som först beskrevs av William Harris Ashmead 1902.  Syndipnus delicatus ingår i släktet Syndipnus och familjen brokparasitsteklar. Inga underarter finns listade i Catalogue of Life.